# Louis-Étienne de Saint-Farre
Louis-Étienne de Saint-Farre (conocido en francés como el Abbé de Saint-Farre) (París, 21 de febrero de 1759- íb. 24 de julio de 1825) fue un eclesiástico y noble francés, hijo de Luis Felipe I, duque de Orléans.

## Biografía
Su nacimiento fue fruto de la relación del príncipe Luis Felipe I, duque de Orléans con la bailarina de la Comedie-Italienne conocida como Mademoiselle Le Marquis, en realidad, Etiennete Le Marquis (1737-1806). Como resultado de esta relación nacerían otros dos hermanos:
- Louis-Philippe de Saint-Albin (1761-1829), abad comanditario como su hermano.
- Marie Etienette Perrine d'Auvilliers (1761-1820), casada el 17 de marzo de 1778 con el conde Francois de Brossard (1739-1810), caballerizo de su padre, Luis Felipe I, duque de Orleans.[5]

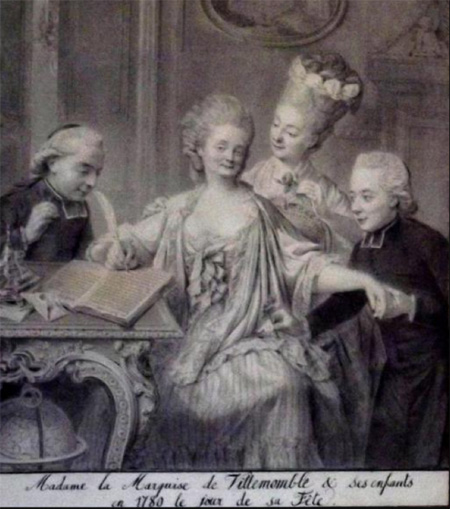
Junto con sus hermanos, rodeando a su madre (h. 1784.)

Vivió su infancia junto a su madre y hermanos, siendo estos reconocidos como tales, tanto por parte de los hijos legítimos de su padre, como por el resto de su familia y entorno de este. Su medio hermana lo llamaba frère blond (en francés, hermano rubio) en contraposición al hermano de Louis-Étienne, Louis Philippe a quien llamaba frére brun (hermano moreno), En su juventud se codeó con otros jóvenes de la nobleza francesa.

En 1781, a sus 22 años, se hizo eclesiástico a petición de su padre durante una enfermedad de este. A pesar de ello, Louis-Étienne expresó sus reservas para tomar este estado.A esta edad era descrito por su biógrafo como:
Un chico bastante guapo, bien parecido en su corta altura, de ojo vivo y aspecto despierto; es rubio, tiene la mano menudita, el pie derecho y combado.
A petición de su padre y junto con su hermano menor, Louis-Philippe, siguió estudios eclesiásticos en el Seminario de Saint-Magloire regentado por los padres del Oratorio en París. En este seminario sería educado para eclesiástico y en la misma época, un hijo ilegítimo de Luis XV, Louis Aimé de Bourbon.
Aproximadamente en ese momento, le fueron concedidos diversos privilegios nobiliarios:
- Uso de las armas de la casa de Orleans, brisadas (como signo de bastardía) y timbradas por una corona de conde.
- Uso de la librea de la casa de Orléans en sus criados.

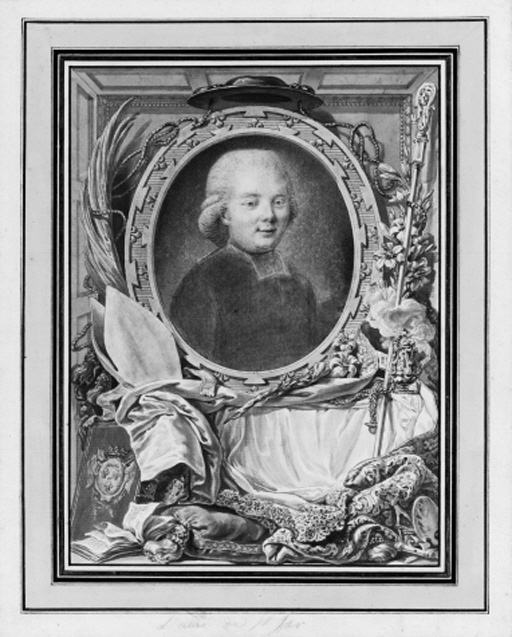
Retrato de Louis-Étienne en el momento de su presentación en la corte, con diferentes atributos de sus cargos eclesiásticos (báculo y mitra) y privilegios (escudo de armas).

En agosto de 1781 sería nombrado por Luis XVI, abad comanditario de la Abadía de Notre Dame de Livry.
Dos años después sería presentado ante el rey de Francia, Luis XVI, su familia y la corte, conocidos como honneurs de la cour. La presentación tuvo lugar en el castillo de Fontainebleau, siendo presentado como hijo natural y reconocido del duque de Orléans. Dos años después sería presentado también su hermano. Tras esta presentación en la corte, fueron presentados formalmente a algunos miembros de su familia paterna, en concreto:
- A su hermano, Luis Felipe, duque de Chartres y su esposa Luisa María Adelaida de Borbón.
- A su hermana, Batilde, casada con Luis José, duque de Borbón.

Hasta 1787, Louis-Étienne y su hermano Louis-Philippe iban a Versalles cada sábado, pasando la velada en las habitaciones de Madame de Polignac a donde acudía la reina. Después dormían en las habitaciones de su padre, y después de su medio hermano en el palacio. Al día siguiente asistían al lever del rey y hacían la corte al resto de la Familia Real.Tras la supresión de sus beneficios eclesiásticos en 1790, tanto su hermano como el solo vivían de pensiones que les fueron otorgadas por su padre y, tras ser este guillotinado, por su viuda y sus medio hermanos.
En 1800 se encontraba junto a su hermano en Hamburgo. Posteriormente partió hacia España, ya que en las cercanías de Barcelona vivían exiliadas su medio hermana Batilde de Orléans y su cuñada, la duquesa viuda de Borbón.
Hacia 1808 se encontraba de vuelta en Francia. En 1814, con la llegada de Luis XVIII continuará rogando a su sobrino Luis Felipe, duque de Orleans, el aumento de su pensión. En esta época vivirá entre el château du Buisson de May en Saint-Aquilin-de-Pacy, propiedad de su hermano, y un apartamento alquilado en número 8 de la plaza Vendôme de París.

Murió el 24 de julio de 1825 en su apartamento de la plaza Vendôme de París. Fue enterrado en el cementerio de Pére-Lachaise (división 28). Su tumba presenta un obelisco en el que se lee la siguiente inscripción:
Ici repose, Mr Louis Etienne Anne, comte de Saint Farre, chevalier, de l’ordre de Saint Jean, de Jérusalem, fils naturel, de feu S. A. R. Mgr Louis Philippe, duc d’Orléans, premier prince du sang, décédé à Paris, place Vendôme n° 8, le 24 juillet 1825, âgé de 66 ans et demi. Pleuré et regretté, par sa famille, et par ses amis. Requiescat in pace. 
(En español: 
Aquí yace M. Louis Etienne Anne, Conde de Saint Farre, Caballero de la Orden de San Juan de Jerusalén, hijo natural del difunto S. A. R. Mons[eñor]. Luis Felipe, duque de Orléans, primer príncipe de sangre, fallecido en París, en la plaza Vendôme n° 8, el 24 de julio de 1825, a la edad de 66 años y medio. Llorado y lamentado por su familia y amigos. Descanse en paz)
Su hermano Louis-Philippe de Saint-Albin sería enterrado junto a él, tras su muerte en 1829.

### Individuales
1. ↑  Bavoux, François-Nicolas; Loiseau, Jean-Simon (1803). Jurisprudence du code civil (en francés). chez le C. Bouzon de Jonay [puis] chez Clament frères. p. 491. Consultado el 21 de noviembre de 2023.
2. ↑  Bonhomme, 1873, pp. 2-3.
3. ↑  «Etiennette Marie Perrine Le Marquis». Base Roglo (en francés). Consultado el 16 de noviembre de 2023.
4. ↑  Bever, Ad. van; Boissy, Gabriel (1892¿). «Un journal historique inédit de Charles Collé (1761-1762)». La Revue hebdomadaire: romans, histoire, voyages (en francés): 466.
5. ↑  «François Constantin.0 de Brossard». Base Roglo (en francés). Consultado el 16 de noviembre de 2023.
6. ↑  Bonhomme, 1873, pp. 5, 343-344.
7. 1 2  Bonhomme, 1873, p. 13.
8. ↑  Bonhomme, 1873, pp. 52-55.
9. ↑  Bonhomme, 1873, p. 4.
10. ↑  Bonhomme, 1873, pp. 13-14.
11. ↑  La diffusion du savoir de 1610 à nos jours ; Questions diverses (en francés). Ministère de l'éducation nationale, Comité des travaux historiques et scientifiques. 1983. p. 100. ISBN 978-2-7355-0005-5. Consultado el 21 de noviembre de 2023.
12. ↑  «Versailles, 28 aôut». Mercure de France (en francés) (Versailles). 1 de septiembre de 1781. p. 30.
13. ↑  Bonhomme, 1873, pp. 55-56.
14. ↑  Bonhomme, 1873, p. 58.
15. ↑  Neuilly, Ange Achille Charles comte de (1865). Dix années d'émigration: Souvenirs et correspondance du comte de Neuilly (en francés). C. Douniol. p. 327. Consultado el 21 de noviembre de 2023.
16. ↑  «M. l'Abbé de Saint-Fare...». La Quotidienne (en francés) (206) (París). 25 de julio de 1825. p. 3.
17. ↑  APPL (27 de abril de 2021). «SAINT-FARRE Louis Etienne, comte de (1759-1825)». Amis et Passionnés du Père Lachaise (APPL) (en francés). Consultado el 16 de noviembre de 2023.
18. ↑  APPL (27 de abril de 2021). «SAINT-ALBIN Louis Philippe, comte de (1781-1829)». Amis et Passionnés du Père Lachaise (APPL) (en francés). Consultado el 16 de noviembre de 2023.